# هاري فوربس
هاري فوربس (بالإنجليزية: Harry Forbes)‏ (13 مايو 1879 بروكفورد في الولايات المتحدة - 19 ديسمبر 1946 بشيكاغو في الولايات المتحدة) هو ملاكم أمريكي، صنّف ضمن فئة وزن البانتام ‏.

## إحصائيات
خاض خلال مسيرته 146 نزالا، فاز في 96 وتعادل في 27 وخسر في 20. فاز بالضربة القاضية في 45 نزالا.

## روابط خارجية
- هاري فوربس على موقع بوكس ريك (الإنجليزية) (registration required)